# Sharkey Bonano
Joseph Gustaf Bonano, connu sous le nom Sharkey Bonano, né le 9 avril 1904 à Milneburg (en) en Louisiane et mort le 27 mars 1972 à La Nouvelle Orléans, est un trompettiste et chef de jazz band américain. Il dut sa renommée à son tempérament expansif sur scène et à ses nombreuses collaborations.
On le voit d'abord jouer dans divers dont celui de Chink Martin (en 1921) avant qu'il ne forme son orchestre en 1927. Il joue avec Jimmy Durante, alors pianiste (en 1924), et intègre l'orchestre de Jean Goldkette (en 1927). Il se joint au trompettiste Leon Prima — frère aîné de Louis Prima — pour diriger leur orchestre, The Melody Masters à la fin des années 1930. Il se produit en Californie avec Larry Shields, à La Nouvelle Orleans au début des années 1930, et avec Ben Pollack. En 1937, il effectue des enregistrements chez Vocalion Records. Il collabore épisodiquement avec l'Original Dixieland Jazz Band. Les années 1950 le voient jouer et chanter dans ses orchestres dans sa ville natale, à Chicago et à New York et enregistrer à nouveau.